# Киетналонглоп, Тханутхонг
Тханутхонг Киетналонглоп (лаос. ທະນູທອງ ກຽດນາລົງລົບ; род. 5 марта 2001, Кхаммуан) — лаосский футболист, защитник клуба «Кхаммуан Арми». Выступал в национальной сборной Лаоса.

## Карьера
Начинал футбольную карьеру в клубе «Вьентьян» из второго лаосского дивизиона. В июле 2020 года перешёл в клуб «Янг Элефантс» из Премьер-лиги. Вместе с клубом стал обладателем Кубка Лаоса по итогам 2020 года, хотя сам игрок всё время оставался на скамейке запасных. Дебютировал за клуб 27 марта 2021 года против клуба «Эзра», выйдя на замену в самой концовке матча. В своём дебютном сезоне провёл лишь 2 матча.
В начале 2022 года тренировался с основной командой клуба. Первый матч сыграл 19 марта 2022 года против клуба «Вьенгчанх». Первым результативным действием отличился 24 апреля 2022 года в матче против клуба «Мастер 7», отличившись результативной передачей. В июне 2022 года дебютировал в Кубке АФК. Дебютный матч сыграл 24 июня 2022 года против вьетнамского клуба «Вьеттел». Футболист по ходу сезона быстро смог закрепиться в основной команде клуба. Стал победителем Премьер-лиги и обладателем Кубка Лаоса.

## Международная карьера
В 2021 году был вызван в молодёжную сборную Лаоса до 23 лет для участия в квалификационных матчах на молодёжный чемпионат Азии. Дебютировал за сборную 18 февраля 2022 года в матче молодёжного чемпионата Азии против сборной Малайзии.
В марте 2022 года получил вызов в национальную сборную Лаоса. Дебютировал за сборную в товарищеском матче 23 марта 2022 года против Монголии.

## Достижения
«Янг Элефантс»
- Чемпион Лаоса (2): 2022, 2023
- Обладатель Кубка Лаоса (2): 2020, 2022